# هنري لوكاس
هنري لوكاس (بالإنجليزية: Henry Lee Lucas) (و. 1936 – 2001 م) هو مجرم، وقاتل متسلسل أمريكي، ولد في بلاكسبرغ، توفي في هانتسفيل، تكساس، عن عمر يناهز 65 عاماً، بسبب قصور القلب.